# Euphorbia herteri
Euphorbia herteri là một loài thực vật có hoa trong họ Đại kích. Loài này được Arechav. mô tả khoa học đầu tiên năm 1910 publ. 1911.